# 台州市汉邦美术馆
台州市汉邦美术馆是位于中华人民共和国浙江省玉环市的美术馆，主馆在玉城街道，在清港镇开设有分馆。是台州市首家民营美术馆。

## 历史

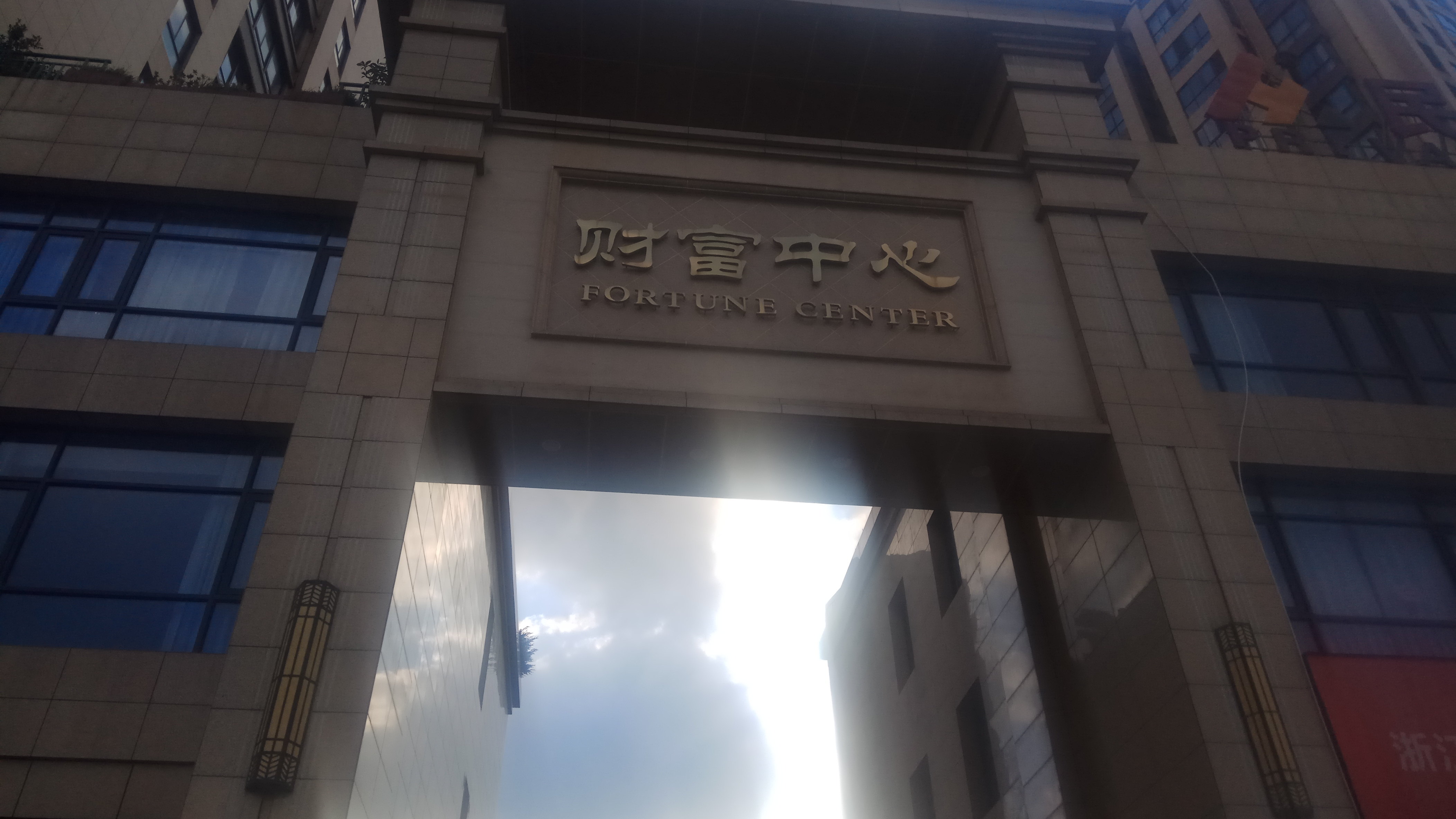
玉环绿地财富中心大门

台州市汉邦美术馆成立于2014年4月15日，馆长和法定代表人均为张露曼。美术馆投资超过1000万元，主馆位于玉城街道绿地财富中心，具体位置为泰安路312号703室，面积达400多平方米。分馆位于清港镇“文旦花开”创意产业园二号楼三层，面积达1000多平方米，开设于2019年1月。“文旦花开”创意产业园的前身是一家又乱又脏的家具厂，村民们意见很大。从2018年9月开始，清港镇通过搬迁改造，投入近千万元打造“文旦花开”创意产业园，改善了当地的村居环境。

## 馆藏
围绕着文化亲民这一理念，汉邦美术馆的分馆内，分区域打造了抄典竹庐、游戏田场、创客工坊、少儿会所等多个平台，创作、收藏有台州民俗、名山、名人的书画、细刻剪纸、版画等作品千余件，全景式复原农耕文明，展示并推广中华民族传统文化。在馆内可以重温童年记忆，也可以抄典喝茶、修身养性。

## 荣誉
是台州市首家民营美术馆、玉环市首批重点文化企业。2020年6月5日，玉环市文化和广电旅游体育局宣布台州市汉邦美术馆成为第二批玉环市非物质文化遗产传承基地，传承项目为玉环剪纸。